# Eusebio del Pozo Díaz
Eusebio del Pozo Díaz; (Concepción, 1772 - 14 de febrero de 1844). Hijo de don Manuel del Pozo y doña Luciana Díaz. Ordenado sacerdote en 1809, como miembro de la orden de San Agustín. 

## Sacerdocio
Fue conventual de Valparaíso y prior del Convento de Concepción (1823). En 1824 obtuvo su secularización del gobernador del obispado de Santiago, José Ignacio Cienfuegos. En 1825 se le nombró Sacristán mayor de la Catedral de Concepción y Colector general en 1826. Miembro de la Junta de Sanidad.
Seguidor de los pipiolos, fue alejado de la ciudad por el Intendente de Concepción, don Joaquín Prieto Vial, en 1830, por sembrar la discordia civil en sus conversaciones. En 1831 fue nombrado coadjutor del cura de la Catedral de Concepción, don Jacinto Santa María y a la muerte de éste, le sustituyó como cura interino.
Fue también, secretario del cabildo eclesiástico, y accidentalmente lo fue de los obispos José Ignacio Cienfuegos y Diego Elizondo Prado. Pretendió muchas veces canonjías, pero nunca las obtuvo.

## Actividades políticas
- Diputado representante de Valparaíso (1824-1825).